# タモリの音楽ステーション
『タモリの音楽ステーション』（タモリのおんがくステーション）は、1992年と1993年の1月2日にテレビ朝日系列で放送された、タモリが司会を務めた音楽特別番組。ステレオ放送、文字多重放送が実施された。通称は『音楽ステーション』。

## 概要
当番組は、メイン司会のタモリ（1992年は山田邦子も）とゲストアーティストとの間において、トークや演奏・歌を交えながら音楽の魅力を紹介する。オープニングは、タモリがピアノを独奏し、全体としては第1部と第2部に分けて5時間にわたって放送された。スタッフや楽曲を演奏する場所にその際に表示されるスーパーは、同じくタモリが司会を務める音楽番組『ミュージックステーション』とほぼ共通のものが使用された。
当番組のオリジナル曲として、「正月の歌」が歌われた。

## 正式タイトルの変遷
- 1992年：『タモリ・山田邦子のヤマモリ音楽ステーション』（ - やまだくにこのヤマモリ - ）
- 1993年：『タモリの音楽ステーション 今年もやるぞ』（ - ことしもやるぞ）

## 放送時間
- 2回とも、「第1部」は16:00 - 17:45（JST）、「第2部」は18:00 - 20:54（JST）。
  - 17:45 - 18:00は、『ANNニュース』（通常の『600ステーション』または『530ステーション』の年末年始体制による縮小版）のため中断した。

## 出演者

### 司会
- タモリ
- 山田邦子（1992年のみ）

### ゲストアーティスト
- 前田亘輝
- TOSHI
- 坂崎幸之助
- 観月ありさ
- 小室哲哉
- 米米CLUB
- 玉置浩二
- 井上陽水
- CHAGE
- 松任谷由実
- 槇原敬之
- 森口博子
- PRINCESS PRINCESS
- 森高千里
- 江口洋介
- 福山雅治
- ribbon
- 笑福亭鶴瓶

## スタッフ
- 構成：町山広美、飯田まち子
- 編曲：寺尾広
- TD：野呂奔
- SW：関口光男、宮田一
- カメラ：川口忠久、品本幸雄、説田比登志、小林俊明、大島秀一
- クレーン：川上智、宮田浩
- ENG：七尺甲、桑原伸行、西村友秀
- VE：阿部良幸、戸塚信也、重岡恵吾
- 音声：中島健次、牧野行雄、福田正人
- 技術アシスト：生沼登、大石忠道、首藤康仁
- 音響：田村智宏
- 効果：丸山孝之
- 照明：今野恒俊、矢嶋安雄
- 照明アシスト：中野照規、富田裕治、山田純司、土屋豊
- 美術デザイン：高原篤、北原国彦、池上隆
- 美術進行：内村和裕、内田龍之介
- 大道具：竹内俊彰、吉田隆志
- 電飾：柳町健治、長島和佳子、稲川将人
- 小道具：佐藤友昭
- アクリル装飾：中尾信行
- オブジェ：松井達彦
- 植木：白井和
- 消え物：加藤知香子
- 特殊効果：大野晃一
- メイク：今里香
- ファッションコーディネーター：木下勝之（タモリ担当）
- タイトル：宍戸淳一
- 編集：佐賀靖弘、須田正人
- MA：萩原佳和
- TK（タイムキーパー）：尾木みち
- スーパーバイザー：菅原正豊
- ディレクター：青山幸光、平城隆司、松本基弘、武居康仁、藤川克平
- 演出：山本隆夫
- プロデューサー：山本隆夫、山本清
- 技術協力：テレテック、テイクシステムズ
- 制作協力：田辺エージェンシー
- 美術：テレビ朝日クリエイト
- 制作：テレビ朝日ミュージック
- 制作著作：テレビ朝日